# Tago Mago
Tago Mago er det andet studiealbum af den vesttyske krautrock gruppe Can. Albummet blev udgivet som et dobbeltalbum i august 1971, og var bandets første album med forsanger Damo Suzuki, som havde erstattet den oprindelige forsanger Malcolm Mooney i 1970.
Tago Mago er Cans mest anerkendte album, og anses som en af de mest indflydelsesrige værker, som blev lavet i krautrock scenen. Det anses af flere som en af de bedste eksperimentelle rockalbum nogensinde.

## Spor
Alle sange skrevet og komponeret af Holger Czukay, Michael Karoli, Jaki Liebezeit, Irmin Schmidt og Damo Suzuki. 
| 1. | "Paperhouse" | 7:28 |
| 2. | "Mushroom"   | 4:03 |
| 3. | "Oh Yeah"    | 7:23 |

| 1. | "Halleluhwah" | 18:32 |

| 1. | "Aumgn" | 17:37 |

| Side 4 | Side 4                   | Side 4 | Side 4 | Side 4 | Side 4 | Side 4 | Side 4 | Side 4 | Side 4 |
| #      | Titel                    | Længde |        |        |        |        |        |        |        |
| ------ | ------------------------ | ------ | ------ | ------ | ------ | ------ | ------ | ------ | ------ |
| 1.     | "Peking O"               | 11:37  |        |        |        |        |        |        |        |
| 2.     | "Bring Me Coffee or Tea" | 6:47   |        |        |        |        |        |        |        |
| 73:27  |                          |        |        |        |        |        |        |        |        |

## Musikere
- Damo Suzuki – sang
- Holger Czukay – bass
- Michael Karoli – guitar, violin
- Jaki Liebezeit – trommer, kontrabas, klaver
- Irmin Schmidt – keyboard, orgel